# Loongson
Loongson (en chino, 龙芯; pinyin, lóngxīn, nombre académico: Godson, también llamado Dragon chip) es una línea de procesadores (CPU) desarrollados por la Academia China de las Ciencias en el ICT (Institute of Computing Technology), el arquitecto principal es el profesor Hu Weiwu.
Loongson está totalmente diseñado en China, tiene un bajo consumo en comparación con procesadores de otras arquitecturas tales como x86 de Intel y AMD.
Actualmente, Loongson tiene un conjunto de instrucciones MIPS64 con Arquitectura MIPS.

## Orden cronológico
- Godson fue anunciado el año 2002, con una capacidad de procesamiento de 266 MHz.
- Loongson 2C, a 64 bits[1] procesa a una velocidad de 450 MHz, se presume que es comparable en rendimiento a un Intel Pentium III.
- Loongson 3[2] se diseñó para su procesamiento a una velocidad de 1 GHz, con núcleos múltiples.
- En julio de 2008, se anunció la entrada al mercado de un ordenador portátil de bajo coste denominado Yeeloong del fabricante Lemote, con un procesador Loongson 2F, lector de DVD y sistema operativo GNU/Linux. Con este proyecto el gobierno chino realizó la propuesta de que todo el mundo pueda tener acceso a un ordenador personal con un bajo poder adquisitivo.

## Especificaciones de Loongson (Godson)
| Nombre                  | Modelo     | Frecuencia [MHz] | Versión de la Arquitectura | Año   | Núcleos | Proceso [nm] | Transistores [millones] | Tamaño die [mm^2] | Energía [W] | Voltaje [V] | L1 Dcache [k] | L1 Icache [k] | L2 Caché [k] | Desempeño [SPEC2000] |
| ----------------------- | ---------- | ---------------- | -------------------------- | ----- | ------- | ------------ | ----------------------- | ----------------- | ----------- | ----------- | ------------- | ------------- | ------------ | -------------------- |
| Godson-1                | 1          | 266              | MIPS 32-bit                | 2002  | 1       | 180          | --                      | --                | 1           | --          | 8             | 8             | ningún       | 19/25                |
| Godson-2                | 2B         | 250              | MIPS-III 64-bit            | 2003  | 1       | 180          | --                      | --                | --          | --          | 32            | 32            | ningún       | 52/58                |
| Godson-2                | 2C         | 450              | MIPS-III 64-bit            | 2004  | 1       | 180          | 13.5                    | 41.5              | --          | --          | 64            | 64            | ningún       | 159/114              |
| Godson-2                | STLS2E     | 1000             | MIPS-III 64-bit            | 2006  | 1       | 90           | 47                      | 36                | 7           | 1.2         | 64            | 64            | 512          | 503/503              |
| Godson-2                | STLS2F     | 1200             | MIPS-III 64-bit            | 2007  | 1       | 90           | 51                      | 43                | 5           | 1.2         | 64            | 64            | 512          | --                   |
| Godson-2                | L2G01      | 900 - 1000       | MIPS64                     | 2010  | 1       | 65           | 100                     | 60                | <4          | 1.1?        | 64            | 64            | 1024         | ?                    |
| Godson-2                | L2H        | 1000             | MIPS64                     | 2011  | 1       | 65           |                         |                   | 4           | 1.1?        | 64            | 64            | 512          | ?                    |
| Godson-3 (varios cores) | L3A01/L2GQ | 1000             | MIPS64                     | 2009+ | 4       | 65           | 425+                    | 174.5             | <15         | 1.1         | 64x4          | 64x4          | 4096         | 568/788              |
| Godson-3 (varios cores) | L3B        | 1050             | MIPS64                     | 2011? | 8       | 65           | 582.6?                  | 299.8?            | <50         | ?           | 64x8?         | 64x8?         | 4096         | ?                    |
| Godson-3 (varios cores) | L3C        | 1500+            | MIPS64                     | 2012? | 16      | 28           | 685                     | ?                 | 20          | ?           | ?             | ?             | ?            | ?                    |

- Esta lista está incompleta, puedes ayudar a completarla.

## Software soportado
- Véase en: Software soportado

### Soporte de compiladores

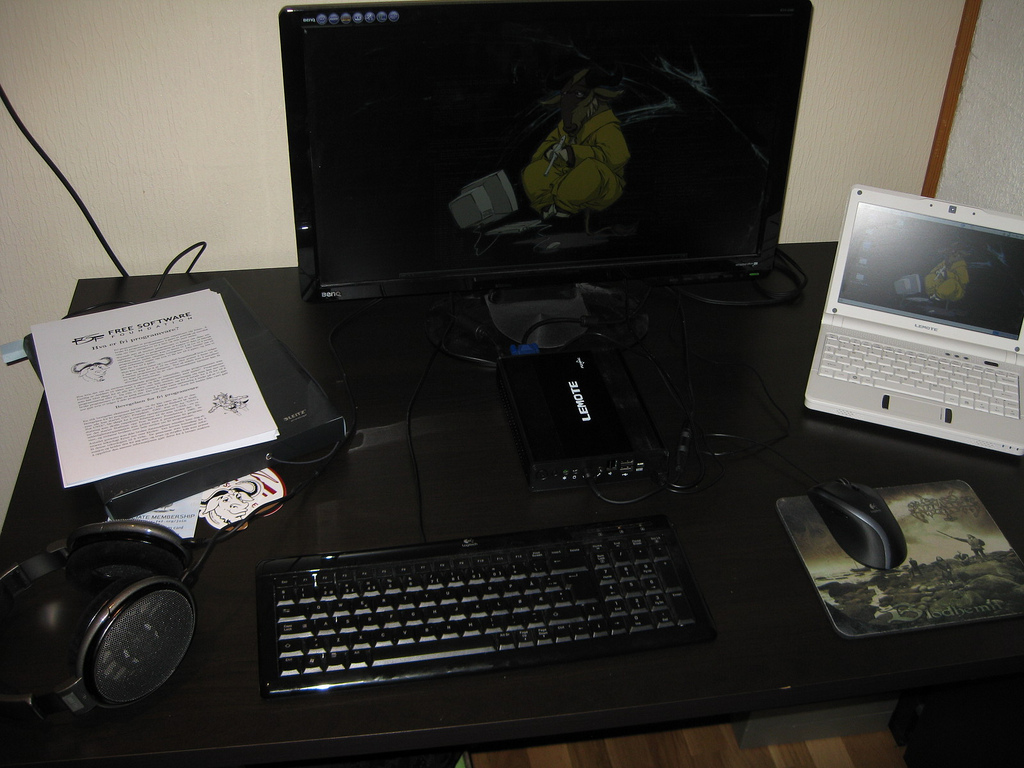
Lemote FuLoong y YeeLoong con procesador Loongson 2F.

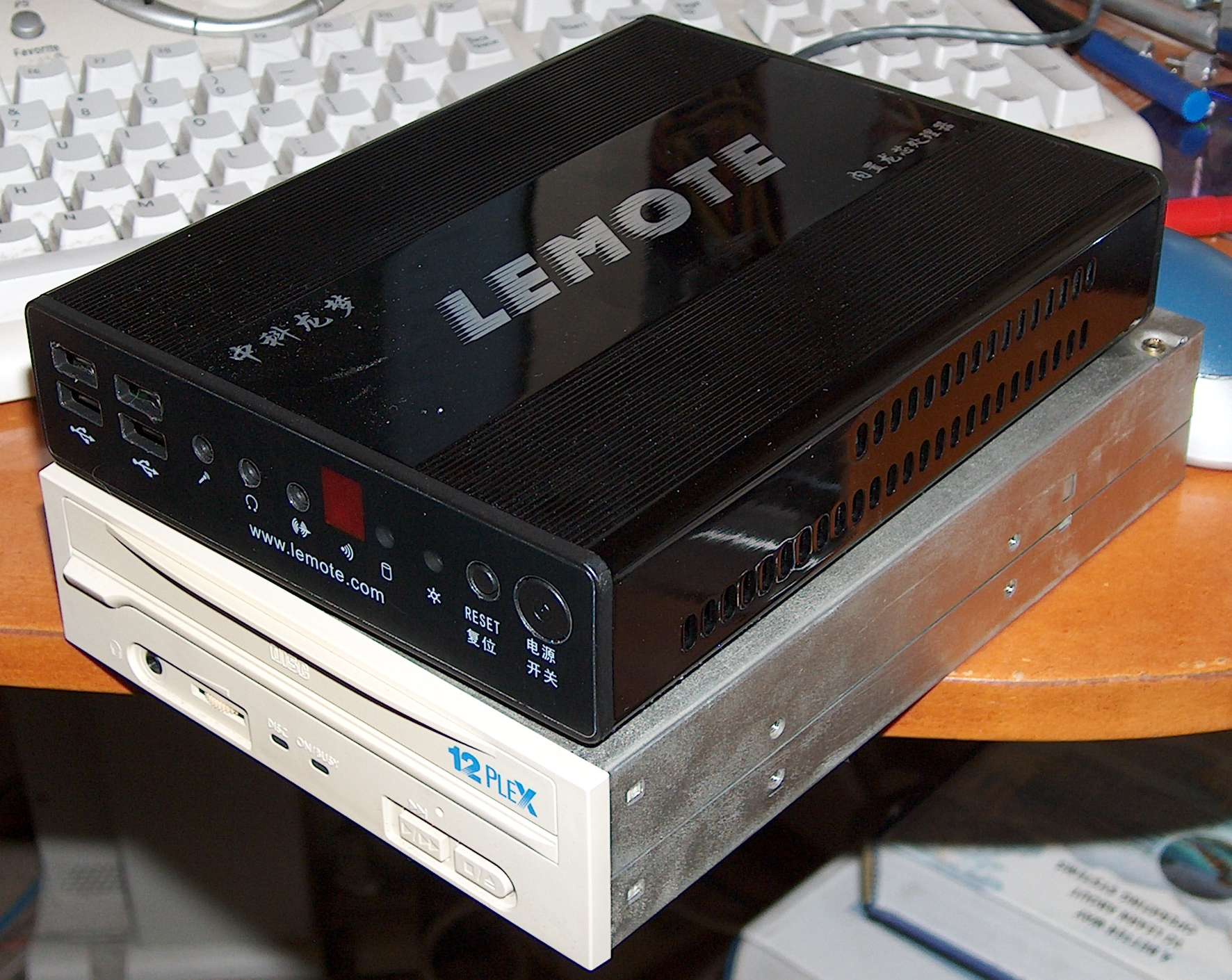
Lemote Fuloong es un MiniPC del tamaño de una unidad de CD-ROM.

La colección de compiladores GNU (GCC) es el compilador por defecto para el desarrollo de software en la plataforma Loongson.
- Para compilar el código para el procesador de Loongson 2F, GCC 4.4 o posterior se debe utilizar la opción -march=loongson2f y -mtune=loongson2f.[4]
- Para compilar el código para el procesador Loongson 3A, GCC 4.63 o posterior se debe utilizar la opción -march=loongson3a y -mtune=loongson3a.[5]